# Dominique Fillon

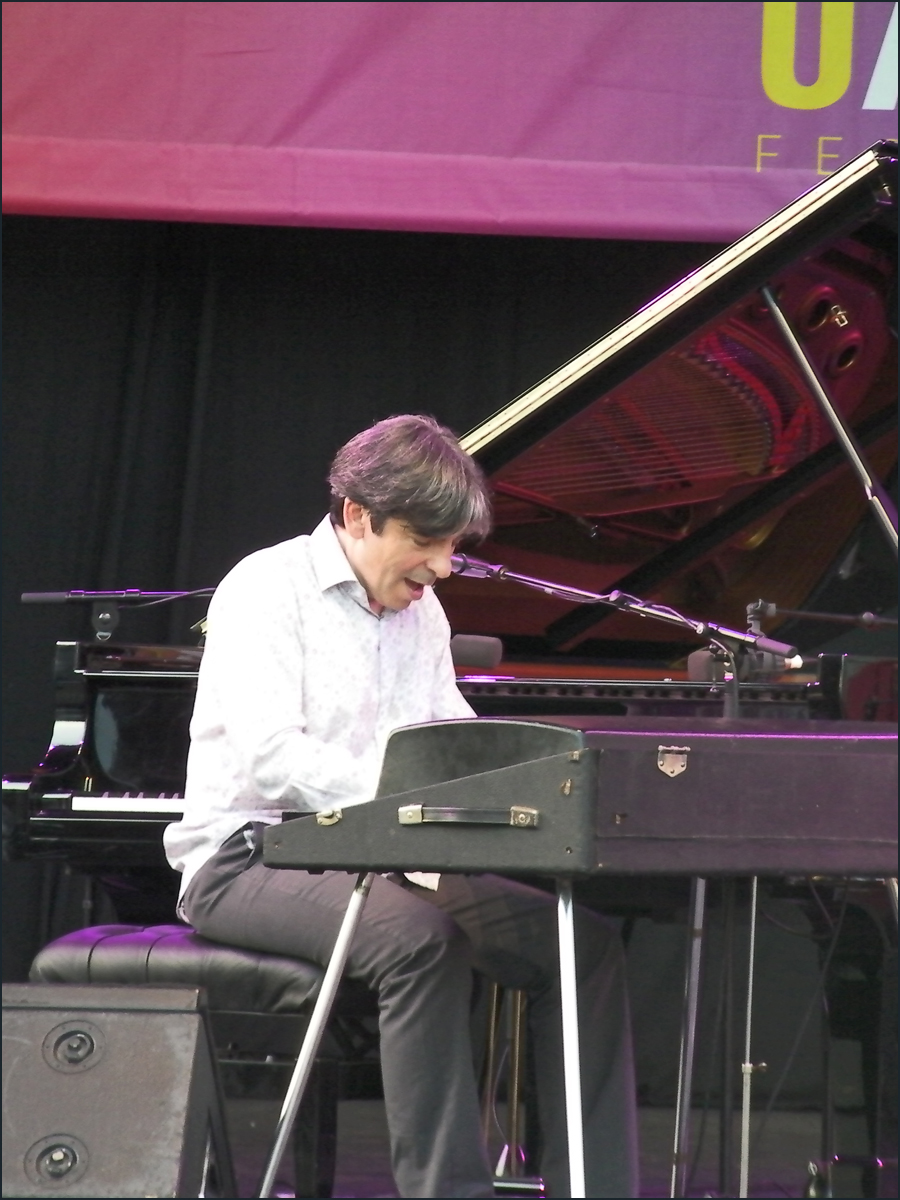
Dominique Fillon (2011)

Dominique Fillon (* 25. Februar 1968 in Le Mans) ist ein französischer Jazzmusiker (Piano, Komposition).

## Leben und Wirken
Fillon wurde als Sohn der Historikerin Anne Fillon und des Notars Michel Fillon geboren; er ist der jüngere Bruder des früheren Politikers François Fillon und von Pierre Fillon (Präsident des Automobile Club de l’Ouest, der das 24-Stunden-Rennen von Le Mans ausrichtet). Fillon, der mit klassischer Musik groß wurde, begann im Alter von 11 Jahren als Autodidakt mit dem Klavierspiel. Nach ersten Erfahrungen in Rock- und Pop-Rock-Bands (Deux points à la ligne, Orgon) beschäftigte er sich, nachdem er die Jazzpianisten Philippe Duchemin und Guislain Deppe kennengelernt hatte, mit Jazz. Er brach die Schule in der 12. Klasse ab und nahm Musikunterricht an der Jazzschule in Le Mans und ab 1988 an der American School in Paris.
Nachdem Fillon als Musiker in Pariser Clubs begonnen hatte, arbeitete er mit Secret Talk, Bruce Johnson, Angélique Kidjo, Ralph Thamar, Jimmy Cliff, Mônica Passos, Ladja, Lokua Kanza, Sara Tavares sowie Viktor Lazlo. Er begleitete drei Jahre lang Bernard Lavilliers auf der Bühne, danach fünf Jahre lang Michel Fugain.
Gemeinsam mit Christophe Monthieux produzierte er das Album Zambouya für Marijosé Alie sowie die Musik für zwei Spielfilme für das Fernsehen. Er konzentrierte sich um die Jahrtausendwende auf die Tätigkeit als Produzent für Alioune K, Sanseverino, Catherine Milles, Philippe Lavil und Elisabeth Anaïs.
Auf Anregung von Michel Fédoroff startete Fillon ein Soloprojekt: 2007 veröffentlichte er sein erstes Album mit dem Titel Détours. 2010 folgte beim Label Cristal Records sein zweites Album Americas (mit den Gästen Youn Sun Nah, Ulf Wakenius, Olivier Roman-Garcia), wo auch 2012 As It Comes (mit Francis Arnaud und Kevin Reveyrand) und 2014 Born in 68 (mit Laurent Vernerey, Jean-Marc Robin, Sylvain Gontard, Fred Soul) erschienen. Er tourte mehrfach in Südostasien; in Japan trat er mit Kazumi Watanabe, Yuji Toriyama, dem Aun-J Orchester, Ryo Sonoda, Momoko Yuasa und Tamaru auf. Beim Label Klarthe veröffentlichte er 2021 sein Trioalbum Awaiting Ship. Im Duo Akedo mit seiner Frau, der Geigerin Akemi, entstanden weiterhin Aufnahmen unter dem Titel Home. Fillon beteiligte sich 2012 an der Gestaltung des ersten Internationalen Jazztages der UNESCO mit seinem Quartett, trat aber dort auch mit Nicole Slack Jones, Ben Williams und Terri Lyne Carrington auf.
Fillon komponierte auch für Theater sowie Dokumentar- und Kurzfilme. Weiterhin ist er auf Alben von Geoffrey Oryema, Michel Sardou, Thierry Fanfant, Di Stéffano und Gaëtan zu hören.